# Kumiko Watanabe
Kumiko Watanabe (渡辺 久美子 Watanabe Kumiko?,  Prefectura de Chiba, Japón, 7 de octubre de 1965) es una seiyū japonesa, afiliada a Sigma Seven. Algunos de sus roles más destacados incluyen el de Shippo en Inuyasha, Keroro en Sargento Keroro, Madre en Atashi'n chi y Klonoa en Klonoa.

## Vida personal
En 2012, Watanabe contrajo matrimonio con el también seiyū Kōji Tsujitani. Tsujitani falleció el 17 de octubre de 2018 debido a un derrame cerebral.

## Filmografía
- Keroro y Tadpole Keroro - Sargento Keroro (2004)
- Alfreed - Heroic Legend of Arslan (1991)
- JunJun - Sailor Moon (1995)
- Claire - Planetes (2003)
- Shippō - InuYasha (2002)
- Linda Matsumoto - Sensei no Ojikan (2004)
- Tomoki Himi - Digimon Frontier (2002)
- Klonoa - Klonoa series (1997-), Namco x Capcom (2005)
- Fran Doll - Turn A Gundam (1999)
- Katejina Loos - Mobile Suit V Gundam (1993)
- Tohru Hikawa - Rockman EXE series (2001)
- Sauza, Alm - Zatch Bell!
- Wong - Shenmue II (2001)
- Rouge - Megami Paradise (1995)
- Jun Yamano - Ronin Warriors (1988)
- Shadow Play Girl C-ko - Revolutionary Girl Utena (1997)
- Fukurou - One Piece
- Ursula - Breath of Fire IV (2000)
- Michiru Isumi - Muv-Luv Alternative (2006)
- J - Bakusou Kyoudai Let's & Go (1996)
- José Alfredo (Fuyuky Sayuka Alfredo, en japonés) - Toon World, en serie animada  (2000 - ?)
- Yu Natsuki - Yes! Pretty Cure 5 (2008)
- Regina - Doki Doki! PreCure (2013)
- Claris - Shangri-La (2009)

### Anime CD
- Kouji Tsujitani feat. Houko Kuwashima y Kumiko Watanabe en 風のなかへ - Into the Wind (Kaze no Naka e)